# Boxö
Boxö is een eiland behorend tot de Finse autonome regio Åland, gelegen in het noorden van de gemeente Saltvik. Het ligt op ongeveer 750 meter afstand van het kustwachtstation Hamnsundet op het hoofdeiland van Åland. Op het eiland bevindt zich een hoeve die permanent bewoond wordt.

## Etymologie
Het eiland was oorspronkelijk een 'bokkastadher', wat zoveel betekent als 'geiteneiland'; vermoedelijk liet men er in het verleden geiten grazen.

## Geschiedenis
In het laatste decennium van de 19e eeuw werd door het Russische leger, in strijd met het verdrag van Parijs waarin was vastgelegd dat Åland gedemilitariseerd moest blijven, op Boxö een militaire versterking gebouwd. Deze bestond uit een artilleriebatterij met krachtige kanonnen en de bijbehorende gebouwen: een barak van de marechaussee bij de haven, een kazerne, een mess, een brandweergebouw, een bakkerij, een wasruimte, een officiersgebouw en een munitiedepot. Er was zelfs een spoorlijntje op het eiland. Een kleine aanvullende faciliteit bevond zich op het eiland Saggö, ten noordwesten van Boxö.
Toen Finland - en daarmee ook Åland - in 1917 onafhankelijk werd van Rusland, werd besloten deze batterij te vernietigen. Dat is in 1919 gebeurd. Sindsdien zijn alleen nog de ruïnes daarvan zichtbaar.

## Geografie
Het eiland heeft een oppervlak van 3,6 km², en is van noord naar zuid 3 km lang. Centraal over het eiland ligt een heuvelrug; het hoogste punt daarvan bevindt zich 33 meter boven zeeniveau.

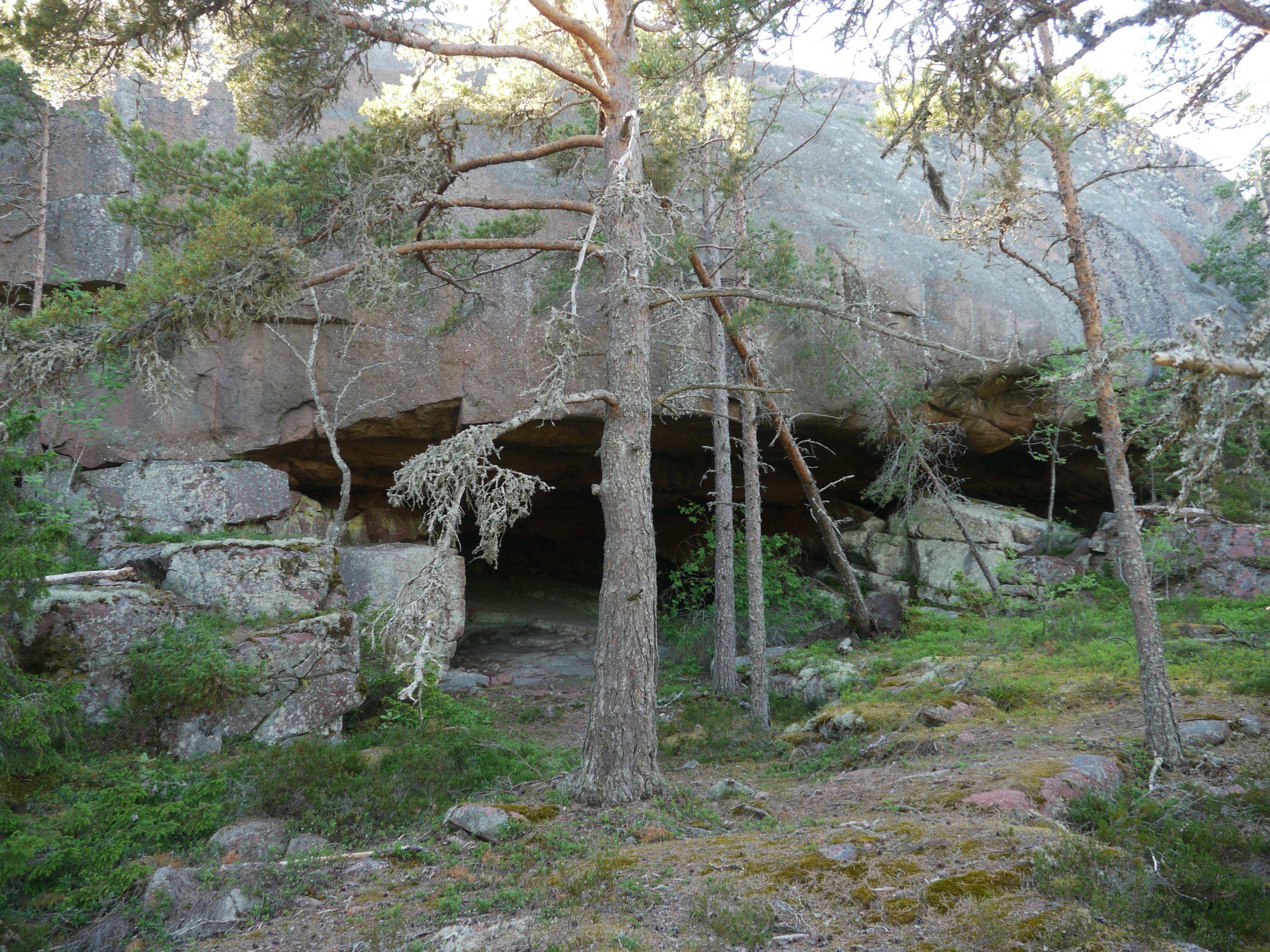
Rövarkulan

In het noordoosten van het eiland bevindt zich, nabij het hoogste punt van het eiland, een grot (Rövarkulan: rovershol). De grot is de grootste van Åland: de ingang is 7,6 meter breed en 3,8 meter hoog, en de grot is 12 meter diep. Er zijn aanwijzingen dat hij in het verleden als schuilplaats gediend heeft.

## Natuurreservaat
Het westelijke deel van het eiland, evenals enkele eilanden in de omgeving en het omliggende zeegebied, is sinds 1996 een Natura 2000-natuurreservaat.

## Foto's

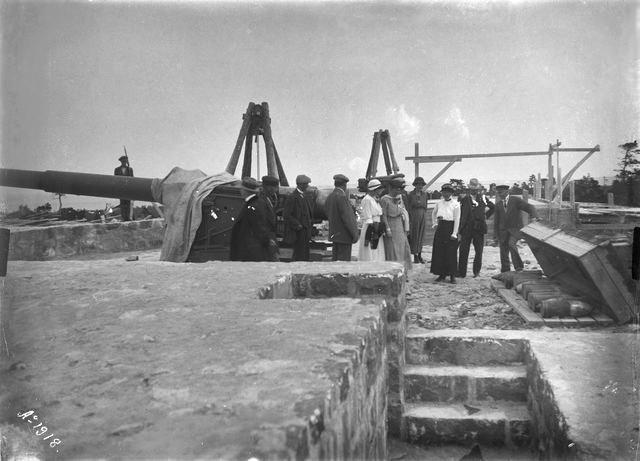
Russische artillerie op Boxö in 1918, kort voordat deze vernietigd werd.
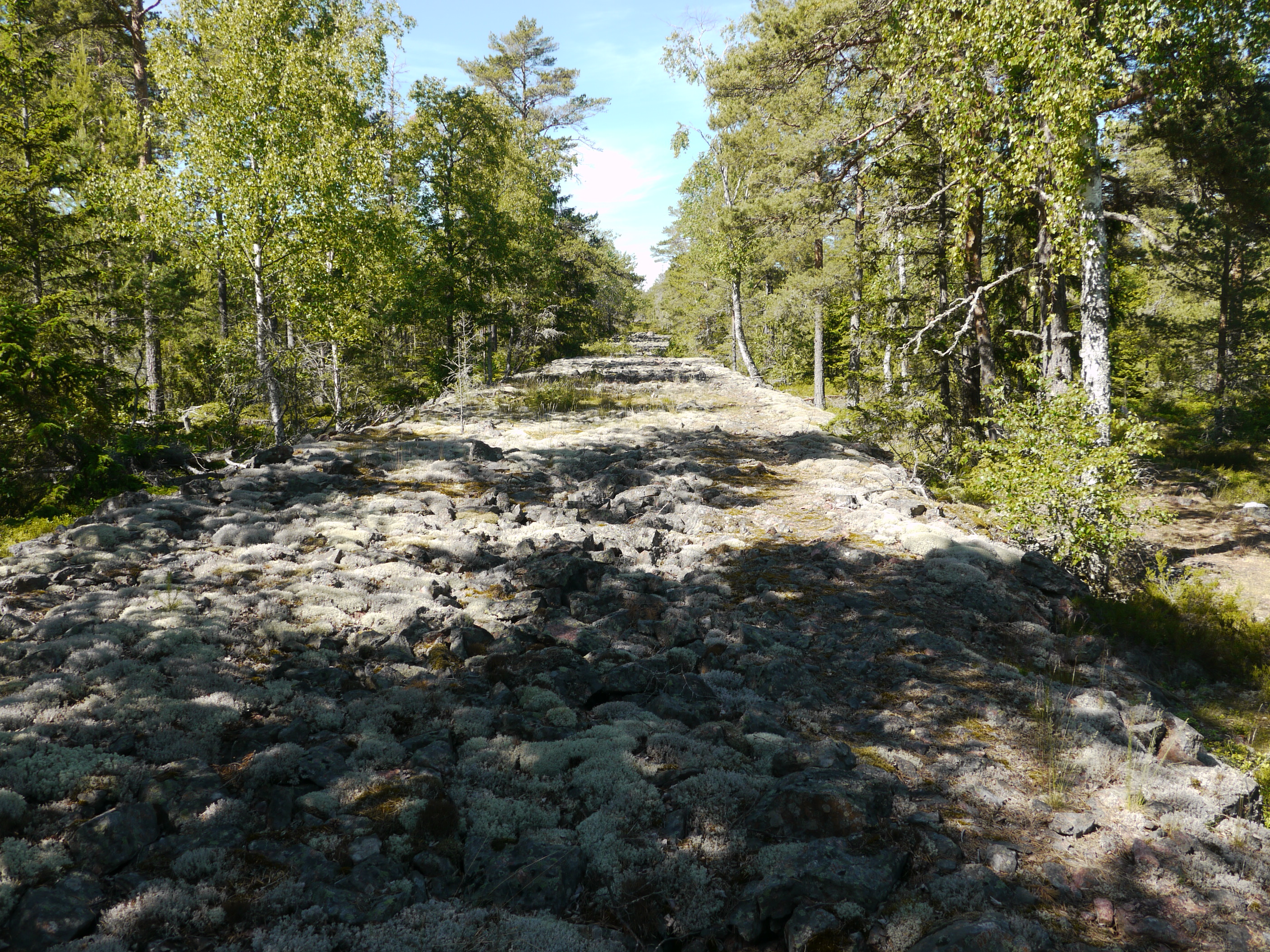
De voormalige hoofdweg op Boxö
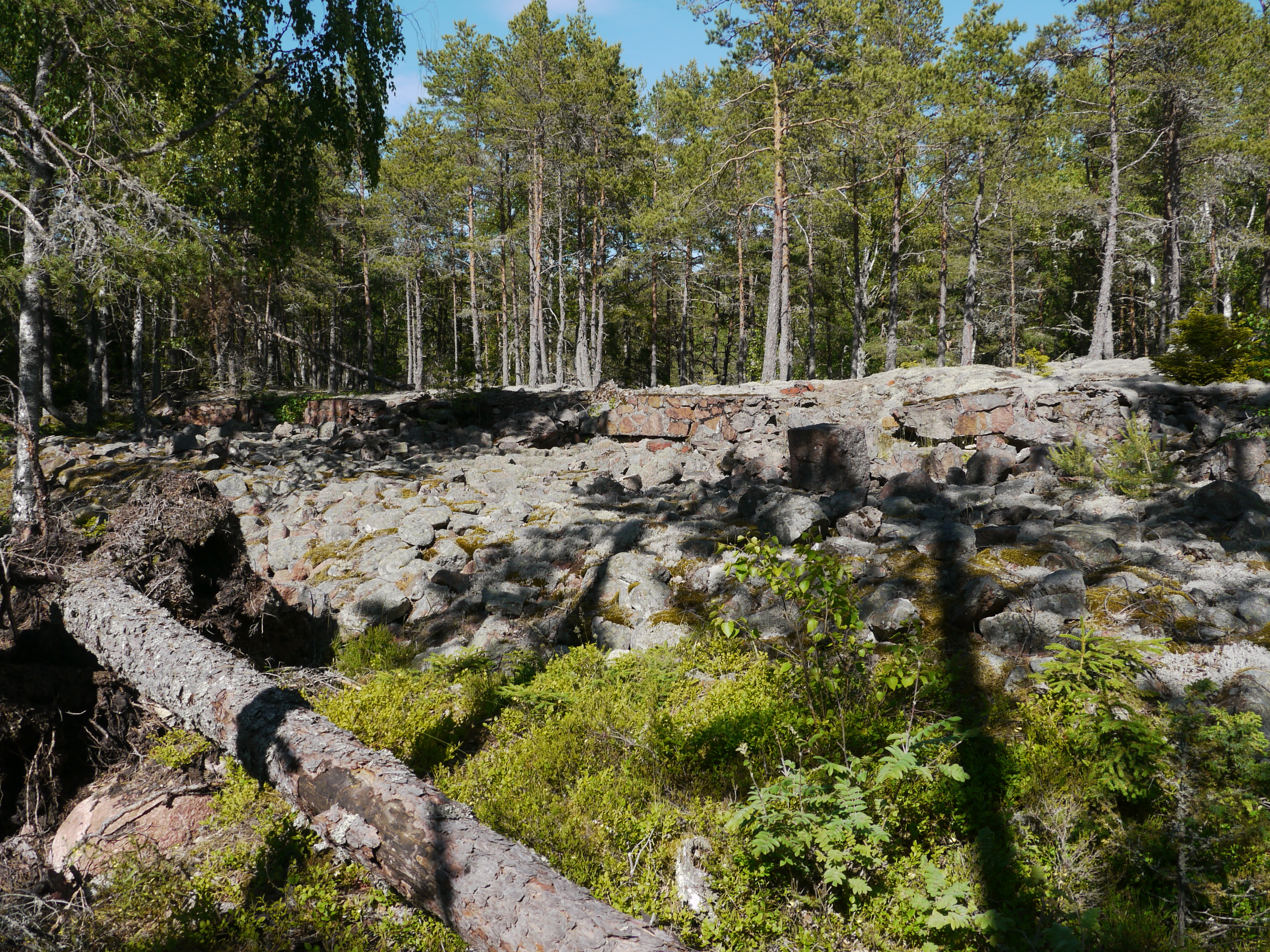
Restanten van de kazerne